# Malva
|  | Per a altres significats, vegeu «Malva (color)». |

|  | Aquest article és sobre les plantes del gènere Malva, per bé que en català també reben el nom de malva les espècies del gènere Lavatera i Althaea. |

Malva és un gènere de plantes amb flor, que té entre 25 i 30 espècies, segons els autors.
Les espècies d'aquest gènere que són autòctones dels Països Catalans són aquestes:
- Malva aegyptia L.
- Malva arborea
- Malva moschata L.
- Malva hispanica L.
- Malva cretica Cav.
- Malva alcea L.
- Malva parviflora L.
- Malva neglecta Wallr.
- Malva nicaeensis All.
- Malva sylvestris L.